# Hradešín
Hradešín je obec v okrese Kolín Středočeského kraje, ležící zhruba 24 km východně od centra hlavního města Prahy, 4 km jihovýchodně od Úval a 8 km jihozápadně od Českého Brodu. Pod obcí pramení potok Hradešínka. Žije zde 584 obyvatel, v roce 2011 zde bylo evidováno 167 adres.
Hradešín je také název katastrálního území o rozloze 4,24 km2.

## Historie
Místo bylo osídleno již v mladší době kamenné (5000 let př. n. l.) a také v období halštatu (500 let př. n. l.) Kelty, což dokazují útržkovité archeologické nálezy pozůstatků sídliště v roce 1973. Z dob slovanských hradišť doznívají v pověstech zmínky o strážním hrádku Sedešíně, jenž prý roku 753 zbudoval na hoře blízko Úvalu (dnešní Úvaly) přemyslovský kníže Nezamysl na počest právě narozeného syna Mnaty. Ještě v 10. století pověsti nepřímo mluví o zdejším hradě, kdy vladyka Jarek „Hradešínský“ při sjezdu na župním hradě Kuřími (Kouřimi) tvrdě nesouhlasil s pohanskými výroky Radslava Zlického, jenž vedl proti knížeti Bořivoji. Vesnice se po většinu časů rozprostírala na hraničních územích, ať už to byla hranice knížectví Zlického s Vyšehradským, nebo tří děkanátů – kouřimského, brandýského a říčanského. Zdejší vrch kdysi plnil funkci hlídky před rozsáhlým pražským lesem. Ke vzniku vsi došlo pravděpodobně na počátku 12. století. Okolo zdejšího vrchu v té době procházela velmi důležitá „Trstenicko-zlonická“ obchodní stezka.
Na starém pohanském obětišti byl neznámým stavebníkem vybudován zřejmě okolo roku 1125 románský kostelík zasvěcený svatému Jiří. Pověsti kladou do té doby i existenci dvora, který měl založit velmož Radesja (Radeša), po němž se osada po staletí nazývala Radešín. Jako Hradešín je vesnice poprvé nazývána roku 1418, podruhé až roku 1694. V devatenáctém století se užívalo obojího pojmenování a po roce 1921 název Hradešín zůstal natrvalo.

### Územněsprávní začlenění
Dějiny územněsprávního začleňování zahrnují období od roku 1850 do současnosti. V chronologickém přehledu je uvedena územně administrativní příslušnost obce v roce, kdy ke změně došlo:
- 1850 země česká, kraj Pardubice, politický okres Černý Kostelec, soudní okres Český Brod[6]
- 1855 země česká, kraj Praha, soudní okres Český Brod
- 1868 země česká, politický i soudní okres Český Brod
- 1939 země česká, Oberlandrat Kolín, politický i soudní okres Český Brod[7]
- 1942 země česká, Oberlandrat Praha, politický i soudní okres Český Brod[8]
- 1945 země česká, správní i soudní okres Český Brod[9]
- 1949 Pražský kraj, okres Český Brod[10]
- 1960 Středočeský kraj, okres Kolín
- 2003 Středočeský kraj, obec s rozšířenou působností Český Brod

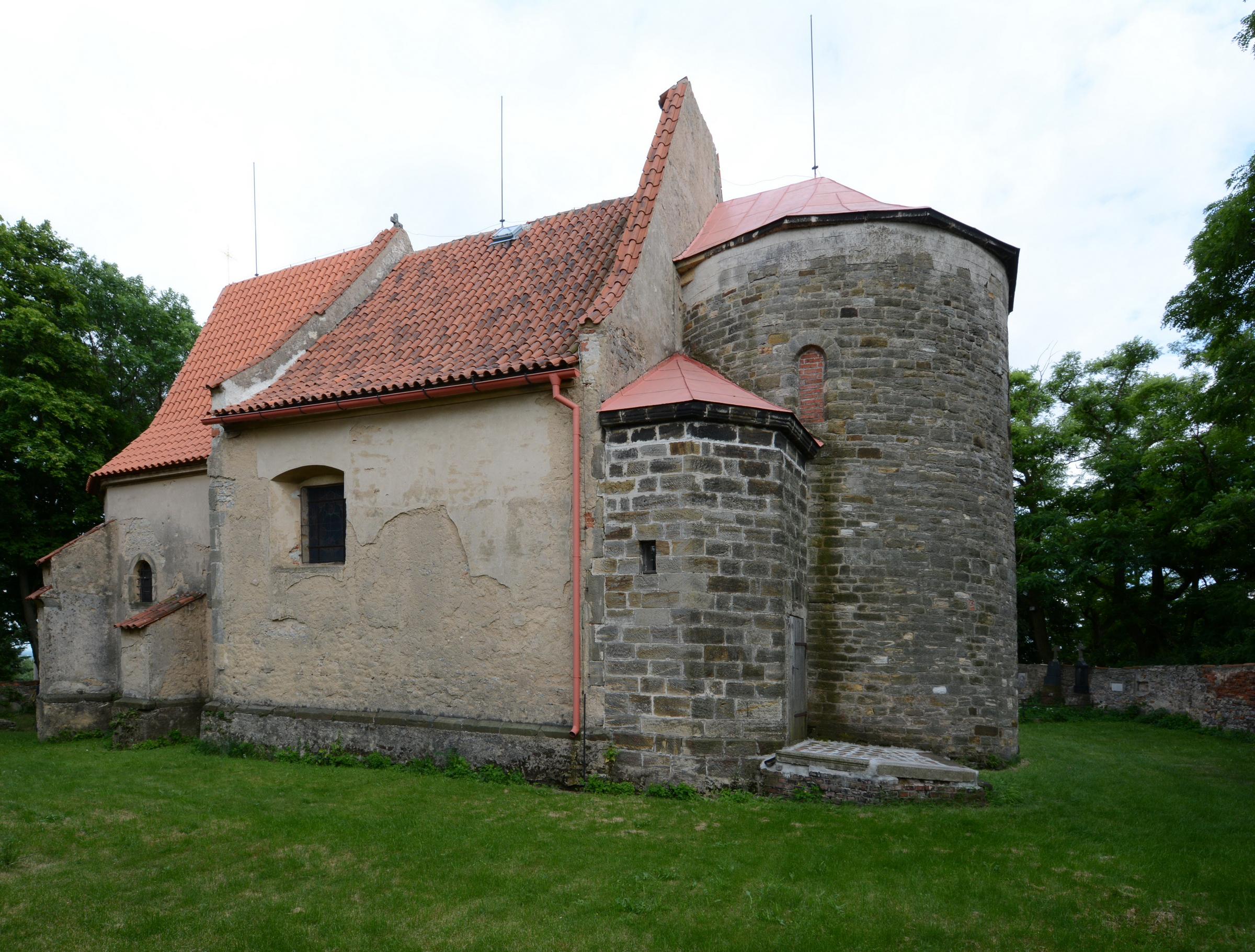
Kostel sv. Jiří (12. stol.)

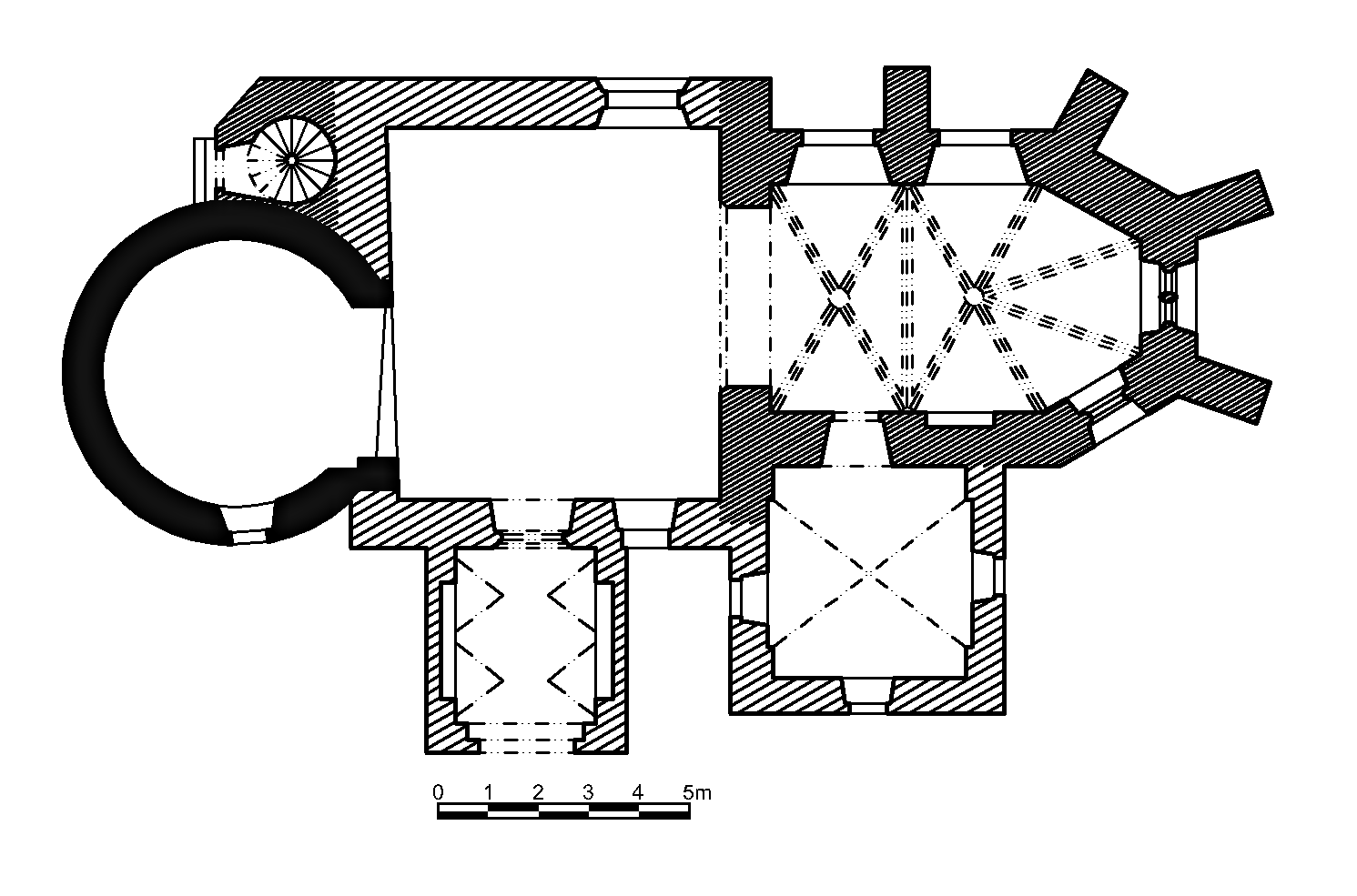
Kostel sv. Jiří, půdorys

### Rok 1932
Ve vsi Hradešín (420 obyvatel, katolický kostel) byly v roce 1932 evidovány tyto živnosti a obchody: cihelna, družstvo pro rozvod elektrické energie v Hradešíně, 2 hostince, kolář, kovář, pila, 2 řezníci, 3 obchody se smíšeným zbožím, trafika, zednický mistr.

## Pamětihodnosti
- Kostel svatého Jiří s rotundou ze 12. století
- Kamenná kazatelna u hřbitovní zdi z roku 1575
- fara z roku 1734
- kaplička sv. Jana Nepomuckého z roku 1740

## Osobnosti
- Alois Richard Nykl (1885–1958), arabista, lingvista a překladatel, profesor na University of Chicago
- Eva Růtová, malířka a ilustrátorka
- Jan Psota, historik a publicista

## Doprava
Dopravní síť
- Pozemní komunikace – Obcí prochází silnice III. třídy. Ve vzdálenosti 2 km probíhá silnice II/101 v úseku Jesenice - Říčany - Úvaly - Brandýs nad Labem.

- Železnice – Železniční trať ani stanice na území obce nejsou. Nejbližší železniční stanicí jsou Úvaly ve vzdálenosti 5 km ležící na trati 011 z Prahy do Kolína.

Veřejná autobusová doprava - linky autobusů
- 435 Říčany - Doubek - Hradešín - Přišimasy - Vrátkov - Č. Brod - Klučov (Dopravce OAD Kolín)
- 823 Jirny - Úvaly - Škvorec - Přišimasy - Hradešín - Doubravčice (Dopravce ČSAD Střední Čechy

###### Veřejná autobusová doprava - zastávky
- Hradešín - Linky 435, 823 Na zastávce se nachází přístřešek ve směru Úval/ Č. Brodu.
- Hradešín, Obú - Linky žádné, bývalá konečná linky 435 a výjezdní linky 423 (Dnes 823)
- Přišimasy, Sklady Marca - Linky 435, 823 (Dříve Hradešín, Sklady Marca)

## Další fotografie

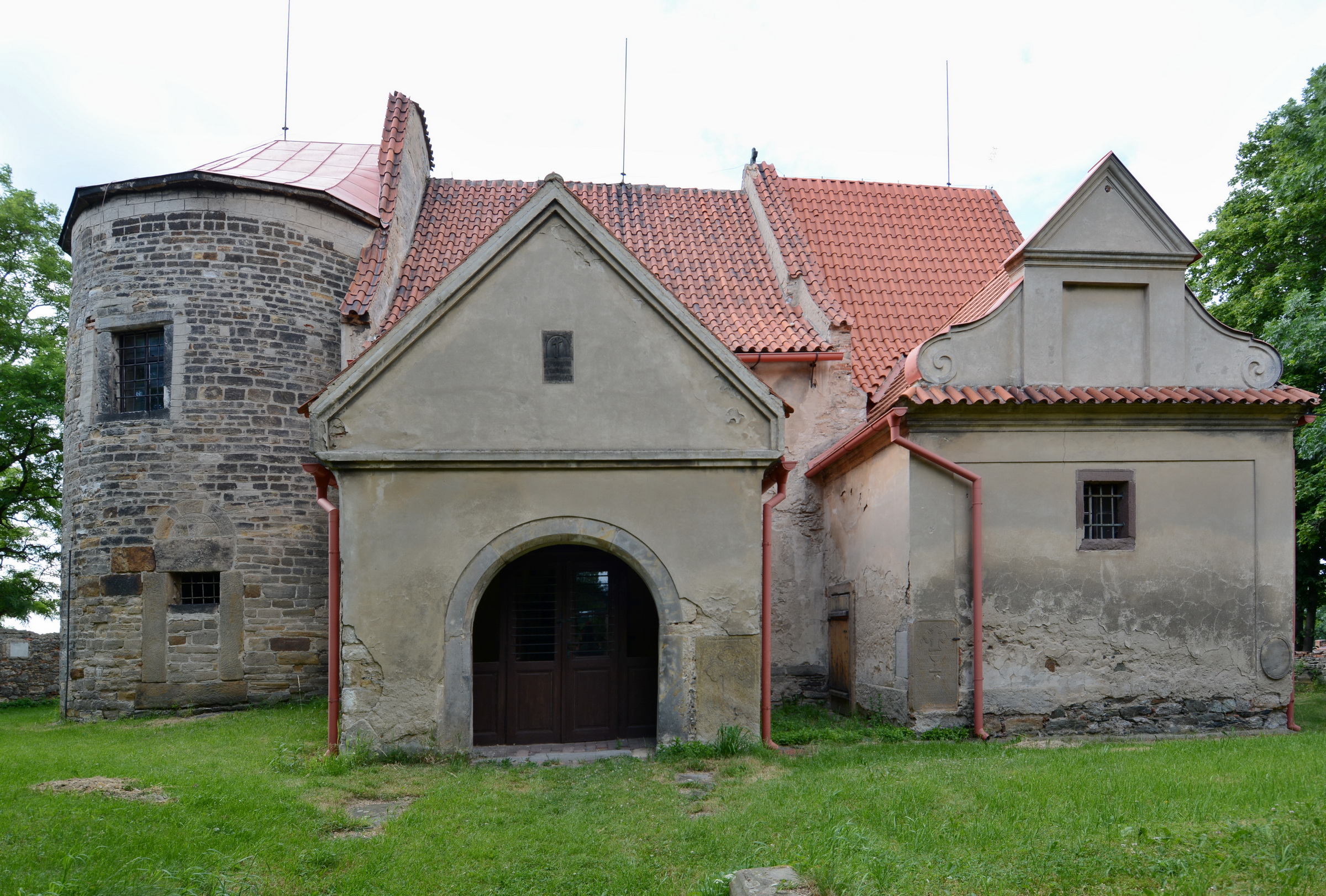
Kostel od severu
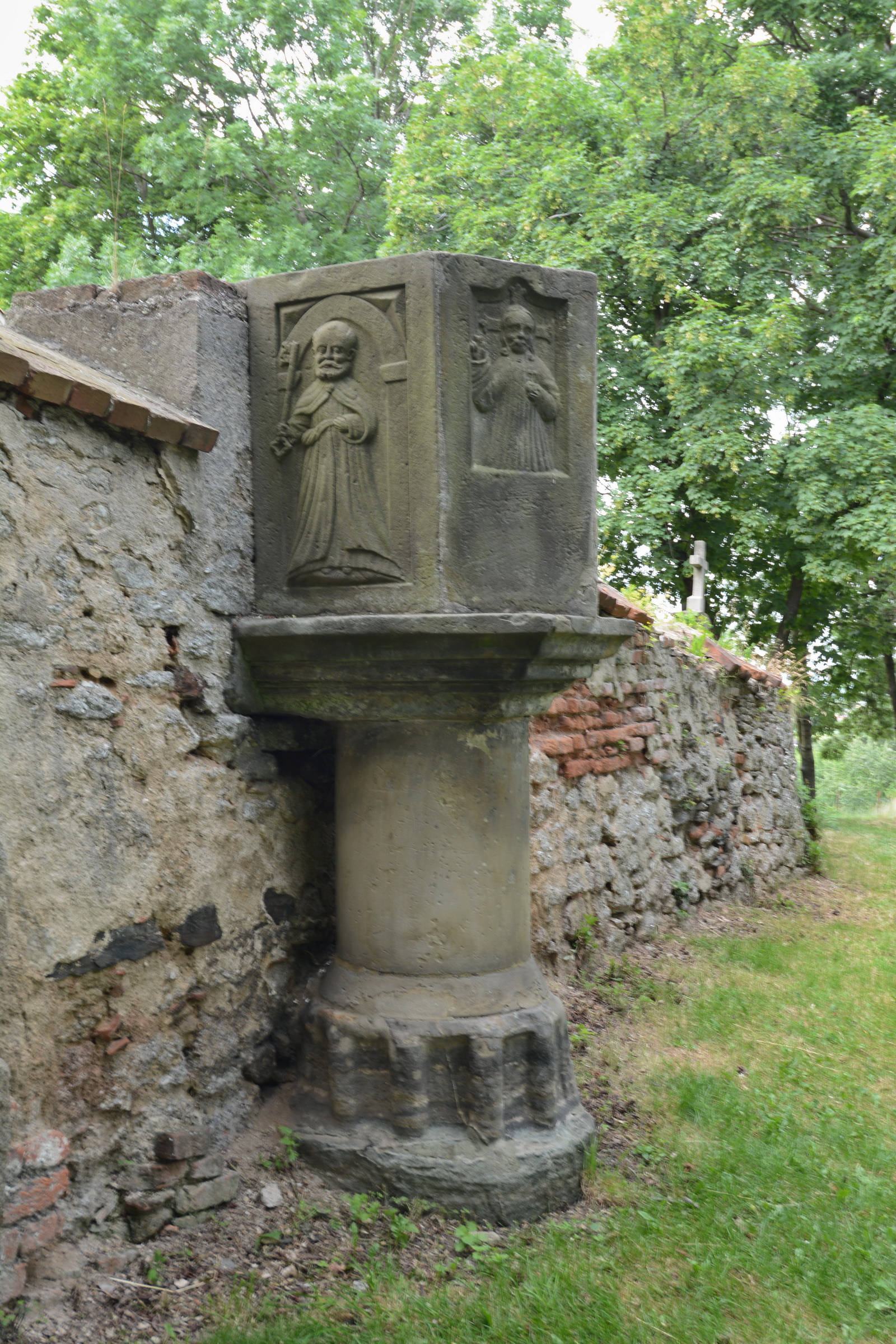
Kamenná kazatelna
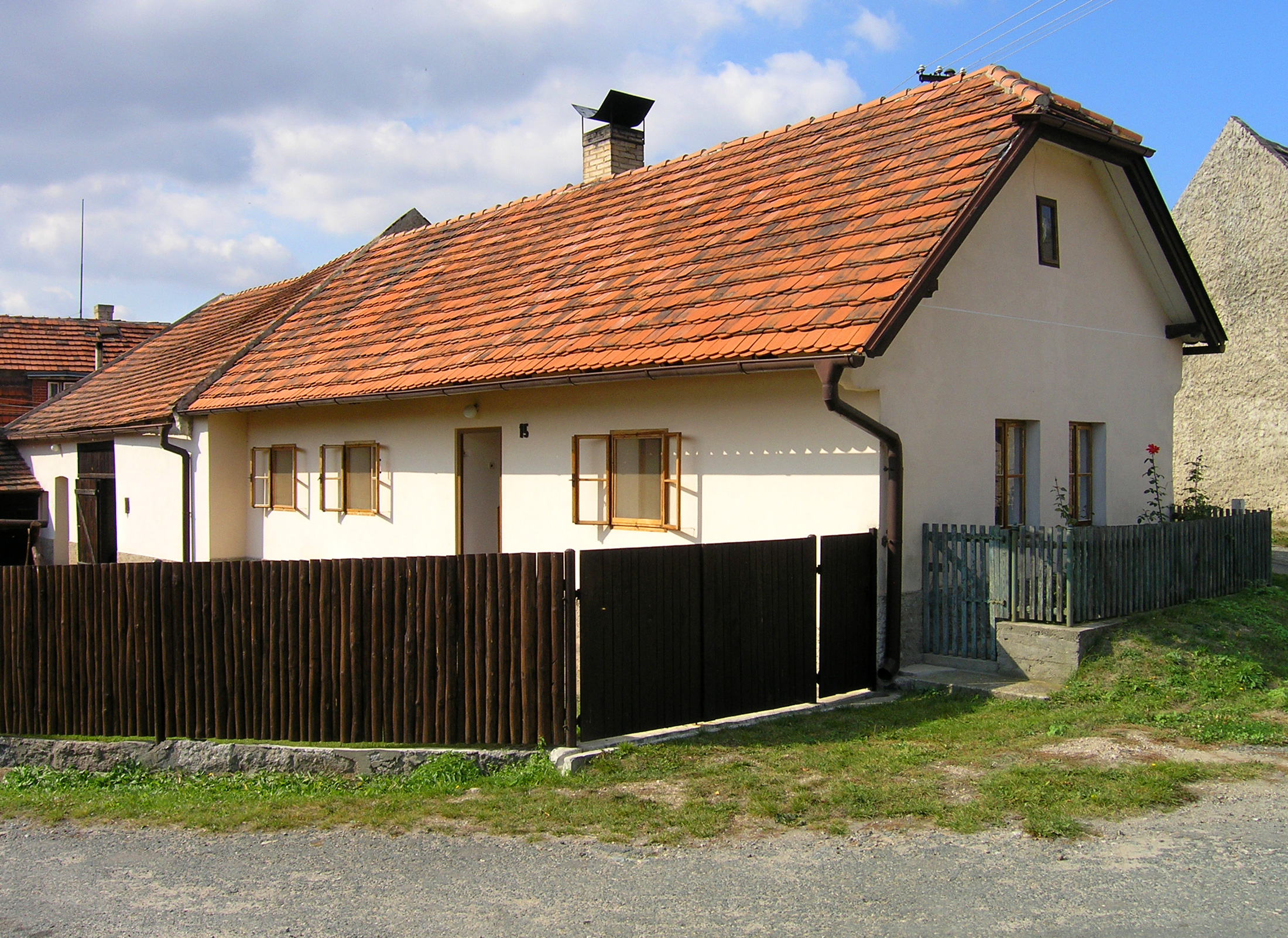
Hradešín k západu
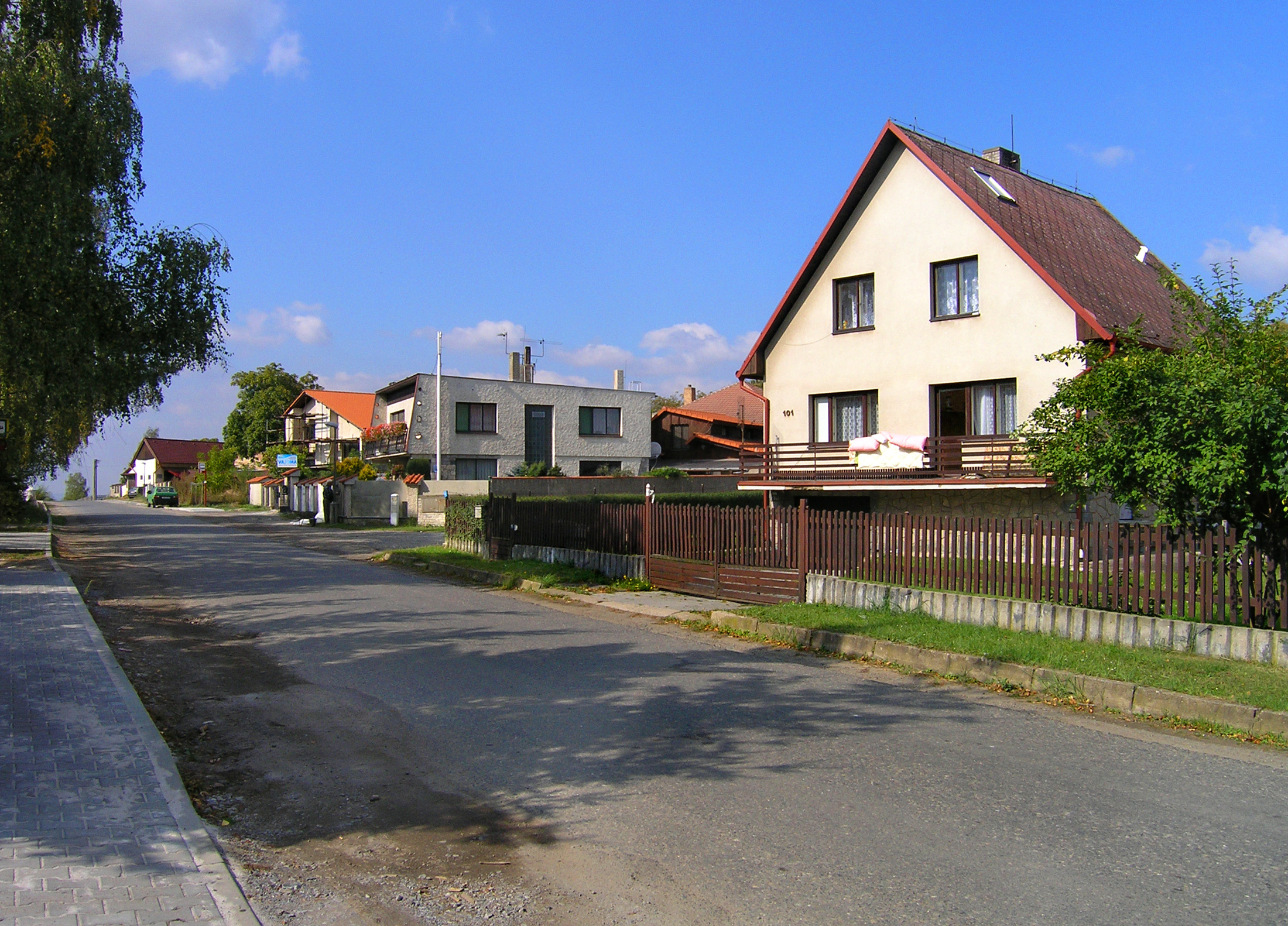
Silnice na Škvorec